# Aromia
Aromia is een kevergeslacht uit de familie van de boktorren (Cerambycidae). De wetenschappelijke naam werd gepubliceerd in 1833 door Audinet-Serville.

## Soorten
Aromia omvat de volgende soorten:
- Aromia bungii (Faldermann, 1835)
- Aromia malayana Hayashi, 1977
- Aromia moschata (Linnaeus, 1758)